# Georges-Henri-Victor Collot
Pour les articles homonymes, voir Collot.
Georges, Henri, Victor Collot, né le 21 mars 1750 à Châlons-en-Champagne et mort le 12 mai 1805 à Paris, est un général de brigade de la Révolution française.

## Biographie
Il fait une carrière militaire et s’engage comme volontaire aux hussards de Chamborant en 1765. Il est nommé capitaine puis en 1779 attaché au régiment de Bercheny.
Pendant la guerre de libération de l’Amérique du Nord, il intègre le Corps expéditionnaire français de Rochambeau, où il exerce la fonction d'aide-maréchal général des logis avec rang de lieutenant-colonel.
En 1789-1790, il est chargé de mission en Amérique. À son retour, il est adjudant général avec rang de colonel puis maréchal de camp en 1791 à l’armée de Nord à Boulogne-sur-Mer.
La Révolution commence à connaître des problèmes à l’extérieur, et le 27 mai 1792, il est nommé gouverneur de la Guadeloupe. Des tensions se créent entre lui et le gouvernement provisoire de Lacrosse et deux camps se forment. Le 20  mars 1793, Collot est nommé officiellement gouverneur par la Commission,. Le 20 avril 1794, devant le nombre, il capitule à Basse-Terre devant l'armée de Thomas Dundas malgré une pétition de la garnison du Fort Saint-Charles pour avoir un conseil de guerre. Fait prisonnier par les Anglais, il obtient, contre sa parole, la possibilité de quitter la Guadeloupe et de se rendre aux États-Unis.
Fort de sa connaissance de l’Amérique du Nord, le gouvernement le charge le 14 mars  1796 d’une mission secrète en Amérique. Son objet est de reconnaître le cours de l’Ohio jusqu’au Mississippi et de relever l’emplacement des forts espagnols. Il est l’agent de Pierre Auguste Adet, envoyé de France aux États-Unis où il cherche à faire reprendre la Louisiane. Descendant le Mississippi, il arrive à la Nouvelle-Orléans où le gouverneur Francisco Luis Hector de Carondelet le fait arrêter le 27 octobre 1796. Il ne peut quitter l’Amérique qu’en 1801 et prend aussitôt sa retraite.
Il se consacre alors à l’écriture mais s’éteint le 13 mai 1805 à Paris. 
Son œuvre la plus importante ne sera publiée qu’à titre posthume en 1827. Cet ouvrage en 2 volumes et 36 cartes est la relation de ses voyages en Amérique et porte pour titre  Voyage en Amérique septentrionale, ou description des pays arrosés par le Mississippi, l’Ohio, le Missouri et autres rivières affluentes, accompagné d’observations sur les cours de ces rivières, sur les villes, hameaux et fermes de cette partie du Nouveau-Monde, suivies de remarques philosophiques, politiques, militaires et commerciales, et d’un projet de lignes de frontières et de limites générales. C’est dans cet ouvrage qu’il écrit : « L’Amérique semble destinée à jouer un premier rôle dans la politique de l’Europe » et qu’il propose la création d’un canal entre le golfe du Mexique et l’océan Pacifique.

## Œuvres
- Au nom de la République Française Instructions provisoires du citoyen gouverneur à toutes les municipalités & commandants de la force armée, pour le moment de guerre seulement, Basse-Terre, imprimerie républicaine de la veuve Benard and d'Al. Villette, 1793 (OCLC 1044569312)
- Compte rendu par le général Victor Collot, ex-gouverneur de la Guadeloupe, au ministre de la Marine, 1794, 30 p. (lire en ligne)
- Essai sur la manière d'améliorer l'éducation des chevaux en Amerique  (attribué à Louis-Élie Moreau de Saint-Méry mais également à Victor Collot), Philadelphia, Imprimeur-libraire Moreau de Saint-Mery, novembre 1795 (OCLC 62832869, BNF 33373968)
- Mémoire sur la réorganisation de la colonie de Saint-Domingue  (Précédé de quelques vues générales sur un système de colonisation), Paris, décembre 1800, 50 p. (OCLC 760935805, BNF 34139152, lire en ligne)
- Voyage en Amérique septentrionale, Paris, Arthus Bertrand, 1804 (OCLC 42353625)

### Bibliograhie
- (en) George W. Kyte, The detention of Gernal Collot : a sidelight on Anglo-American relations, 1798-1800, 1949, 628 p. (OCLC 1026685052)
- (en) George W. Kyte, A spy on the western waters : the military intelligence mission of General Collot in 1796, Bloomington, Mississippi Valley Historical Review, 1947, 427 p. (OCLC 3271651)